# Słownik języka polskiego (Mieczysław Szymczak)
Słownik języka polskiego pod redakcją M. Szymczaka, zwany również Słownik języka polskiego PWN, oznaczany skrótem SJPSz – trzytomowy słownik języka polskiego opublikowany przez Państwowe Wydawnictwo Naukowe w latach 1978-1981. Był to pierwszy powojenny słownik języka polskiego przeznaczony dla masowego odbiorcy.

## Historia
Pierwsze wydanie słownika, opartego na Słowniku języka polskiego pod red. W. Doroszewskiego, ukazało się w latach 1978-1981 w nakładzie 303 tys. egzemplarzy, dostępne tylko w subskrypcji. Poszczególne tomy redagowali Hipolit Szkiłądź, Henryk Blik i Celina Szkiłądź. W latach osiemdziesiątych słownik dodrukowano kilka razy, każdorazowo w nakładzie ok. 50 tys. egzemplarzy – w roku 1996 oceniano, że całkowity nakład słownika przekroczył milion egzemplarzy. W 1996 r. ukazał się Komputerowy słownik języka polskiego, w którym zawarto treść SJPSz. 
Słownik zawiera ok. 80 tys. wyrazów hasłowych. Zrezygnowano z ilustrowania słów zdaniami, w hasłach zamieszczono jedynie kolokacje. Ominięto również wyrazy przestarzałe i rzadkie, także pominięto niektóre nieużywane już znaczenia zamieszczanych słów. Zrezygnowano z części etymologicznej, ograniczając ją do języków pochodzenia poszczególnych wyrazów. Dodano wiele niedawnych zapożyczeń, dotychczas występujących jedynie w słownikach wyrazów obcych. 
W wydaniu z roku 1992 w załączonym przygotowanym przez zespół pod kierownictwem Zbigniewa Saloniego suplemencie o objętości ok. 4 tys. haseł zmieniono wiele definicji wcześniej zredagowanych pod wpływem cenzury i aktualnej sytuacji politycznej, wymuszonych systemem komunistycznym, głównie w takich dziedzinach jak polityka, filozofia, ekonomia. W suplemencie ukazały się również dotychczas pomijane wyrazy potoczne i wulgarne, co ściągnęło dodatkową krytykę. W tym samym roku przygotowano pierwsze wydanie słownika powstałe bez ingerencji cenzury, np. słowo policja nie zawierało już uwagi "w krajach kapitalistycznych i Polsce przedwojennej" 

## Artykuł hasłowy
W skład artykułu hasłowego wchodziły następujące elementy: wyraz hasłowy, opcjonalnie wymowa, informacja gramatyczna, opis znaczeń wyrazu, związki frazeologiczne i krótka notka etymologiczna.

## Krytyka
Zdaniem polskiego leksykografa Piotra Żmigrodzkiego opinie o słowniku są negatywne, jednakże ze względu na pozycję głównego redaktora w polskiej nauce często wyrażane w łagodny sposób. Słownikowi zarzucano m.in. zawiły i hermetyczny wstęp, nietrafny dobór wyrazów hasłowych, np. pominięcie słów będących w użyciu ogólnym, a załączenie zbyt wielu słów specjalistycznych i naukowych, niedowartościowanie języka potocznego, zbyt encyklopedyczne ujęcie definicji słownikowych, błędne opisy gramatyczne. Sugerowano, że jest krokiem wstecz w stosunku do wydanego wcześniej słownika Witolda Doroszewskiego. Dostrzeżono również cechy pozytywne słownika, takie jak duży udział słownictwa współczesnego i poprawę wielu definicji istniejących w starszych słownikach. Inni krytycy, np. Mirosław Bańko, uważają, że tak negatywny odbiór podyktowany był niezrozumieniem idei słownika jako publikacji mającej trafić do masowego odbiorcy.
W latach 1995–2005 miał miejsce proces wytoczony wydawnictwu Kurpisz, które wydało Praktyczny słownik współczesnej polszczyzny pod redakcją Haliny Zgółkowej przez Wydawnictwo Naukowe PWN, które zarzucało autorom zbyt dosłowne cytowanie definicji ze Słownika Języka Polskiego pod redakcją M. Szymczaka. Powstały w związku z tym pewne wątpliwości, jak należy traktować opis słownikowy i czy funkcjonuje on na takich samych zasadach jak twórczość. Wydawnictwo Kurpisz proces przegrało.